# ببغاء عريض المنقار
الببغاء عريض المنقار (بالإنجليزية: Broad-billed parrot) أو الببغاء الغُراب (بالإنجليزية: Raven parrot)، و(الاسم العلمي: Lophopsittacus mauritianus) (نقحرة: لوفوفسيتاكوس موريشيانوس) وتُعرب إلى الببغاء الأعرف الموريشي، هو ببغاء منقرض كبير الحجم ينتمي إلى فصيلة ببغاوات العالم القديم. كان موطنه في جزر ماسكارين في موريشيوس. أُشير إلى هذا النوع في سجلات السفن الهولندية باسم الغراب الهندي منذ عام 1598. لا يُعرف شكله إلا عن طريق ما وصفه الباحثون المعاصرون عن شكله وما رسموه من تصويرات لم تتعدَ الثلاثة. إذ وُصِف وصفًا علميًّا أول مرة بعد أن عثر على مستحاثة لفكه السفلي عام 1866، ولكن لم يُربط هذا الوصف بالسجلات القديمة حتى إعادة اكتشاف لوحة مفصلة لببغاء تعود لسنة 1601، تتطابق مع المتحجرات والسجلات. ليس من الواضح أي الأنواع كان الأقرب إليه، ولكنه صُنّفَ ضمن قبيلة الدُّرَر (الاسم العلمي: Psittaculini) مع ببغاوات جزر الماسكارين الأخرى. تَشَابُهُ مع ببغاء رودريغيس (الاسم العلمي: Necropsittacus rodricanus)، وربما انتموا للقبيلة نفسها.
رأس الببغاء عريض المنقار كبير مقارنة بجسده، ويمتاز بزائدة شعرية بارزة على مقدّمة الرأس، وله منقار كبير جداً، يقارب في حجمه منقار المقو البنفسجي، ما يساعده على كسر البذور الصلبة. تشير بقايا العظام إلى وجود اختلاف جنسي في هذا النوع متمثل بكبر في الحجم العام وحجم الرأس مقارنة مع أيّ ببغاء حي آخر. لون الببغاء الدقيق غير معروفاً، ولكن وصفًا معاصرًا يشير أنّه كان متعدّد الألوان، بما في ذلك رأس أزرق، وربما جسم وِمِنقار أحمر. يُعتقد أنّ قدرته على الطيران ضعيفة. انقرض هذا النوع في أواخر القرن السابع عشر بسبب تقلص بيئة عيشه، وتعرضه للافتراس عن طريق سلالات دخيلة على الجزيرة، وربما الصيد الجائر.

## التصنيف

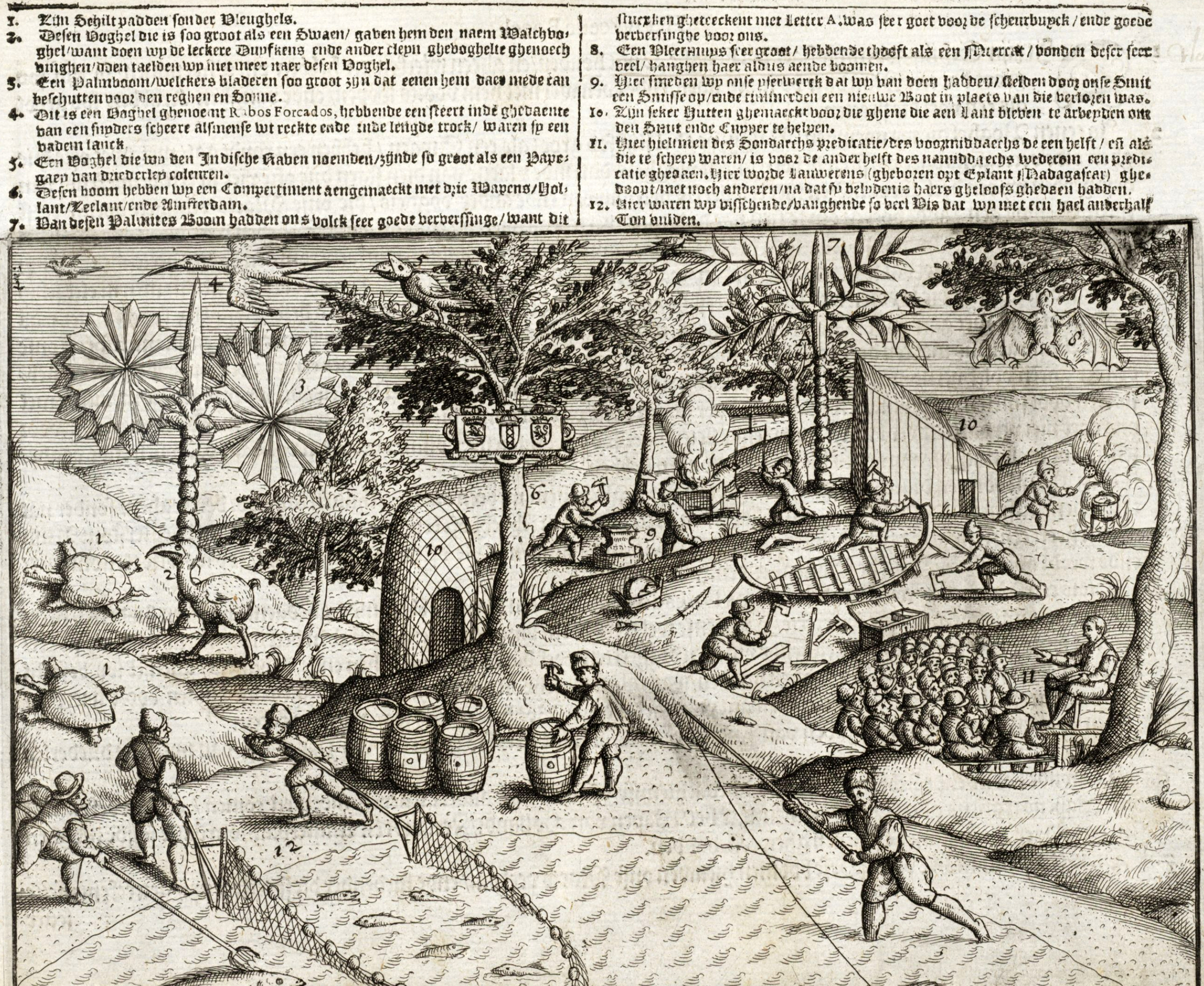
نقيشة خشبية من عام 1601 يظهر فيها أول تصوير منشور للببغاء عريض المنقار (5، جالس على شجرة من فوق).

قدّم المسافرون الهولنديون خلال الحملة الهولندية الثانية على إندونيسيا، بقيادة الأميرال الهولندي «جيكوب كورنيلس فان نيك» في عام 1598 أبكر الأوصاف المعروفة للببغاء عريض المنقار. وتظهر هذه الأوصاف في التقارير المنشورة في عام 1601، والتي تحتوي أيضًا على أول رسم للطائر، إلى جانب أول رسم لطائر دودو. ويقرأ وصف الرسم: "5* هو طائر سمّيناه الغراب الهندي، أكبر من الببغاء بأكثر من مرتين، ذو لونين أو ثلاثة ألوان". صنّف البحّارة الهولنديون الذين زاروا موريشيوس الببغاء عريض المنقار بشكل منفصل عن الببغاوات، وأشاروا إليه باسم الغراب الهندي (تُترجم إلى الغراب الهندي أو الزاغ الهندي) دون وجود وصفات مفيدة، مما تسبب في حدوث ارتباك عند دراسة مذكراتهم. عاش الرسام الهولندي «جيكوب سافيري» في منزل في أمستردام اسمه «إن دي إنديسي رافي» (بالهولندية الغراب الهندي) حتى عام 1602، نظرًا لأن المنازل الهولندية كانت تحمل العلامات بدلاً من الأرقام في ذلك الوقت، وبينما لم يرسم هو ولا شقيقه الرسام «رولانت سافيري» هذا النوع ولا يبدو أنه نُقل من موريشيوس، فقد يكونوا قد قرؤوا عنه أو سمعوا به من صلات الأخير مع بلاط الإمبراطور رودولف الثاني (رسم رولانت أنواعًا موريشي منقرضة أخرى في حديقة الحيوانات التابعة للإمبراطور).
خصَّصَ عالم الطبيعة البريطاني هيو ادوين ستريكلاند الغربان الهندية إلى جنس أبو قرن في عام 1848، لأنه فسّر البروز على الجبهة في رسم عام 1601 على أنه قرن. كما أشار الهولنديون والفرنسيون إلى النورس الأزرق الجنوبي الأمريكي باسم "الغربان الهندية" خلال القرن السابع عشر، واستخدم هذا الاسم للبوقيرات متحدثو الهولندية والفرنسية والإنجليزية في الهند الشرقية. وأشار المسافر البريطاني توماس هربرت إلى الببغاء عريض المنقار باسم "كاكاتوس" (كوكاتو) في عام 1634، مع الوصف "طيور مثل البغاوات، شرسة وغير قابلة للاستئناس"، لكن العلماء لم يدركوا أنه كان يشير إلى الطائر نفسه. حتى بعد العثور على بقايا الأحافير لببغاء متطابق بالأوصاف، وأشار العالم الفرنسي إميل أوستاليت في عام 1897 إلى أن "الغراب الهندي" كان نوعًا من البوقير والذي ينتظر اكتشاف بقاياه. وكان عالم طيور موريشيوس «فرانس ستوب» مؤيدًا لهذه الفكرة حتى عام 1993. لم يُعثر على أي بقايا للبوقيرات على الجزيرة، ولا توجد فصائل البوقيرات على أي من الجزر المحيطية باستثناء نوع منقرض من كاليدونيا الجديدة.
كانت أول بقية مادية معروفة للببغاء عريض المنقار هي فك سفلي أحفوري جُمع مع أول دفعة من عظام طائر الدودو في مستنقع «مار أو سوناج». صنَّف العالم الحيوي البريطاني ريتشارد أوين الفك السفلي في عام 1866 وحدده على أنه ينتمي إلى نوع كبير من الببغاوات، والذي أطلق عليه اسم ثنائي النوع "ببغاء رمادي موريتانيوس". وقد ضاع هذا النموذج الأولي الآن. استخدم ريتشارد أوين الاسم الشائع "ببغاء عريض المنقار" أول مرة في محاضرة عام 1866. خصص عالم الطيور الألماني هيرمان شليغل في عام 1868 وقتًا لفحص رسم بالقلم والحبر غير مُلَصَق بعد إعادة اكتشاف مذكرات عام 1601 لسفينة شركة الهند الشرقية الهولندية «جيلدرلاند». وأدرك أن الرسم الذي ينسب إلى الفنان الهولندي "جوريس جوستينز لائيرل"، يُظهر الببغاء الذي وصفه «أوين». ربط «شليجل» ذلك مع الأوصاف المذكورة في المذكرات القديمة. ونظرًا لاختلاف عظامه وزائدته الشعرية اختلافًا كبيرًا عن أنواع "سيتاكوس"، خصص عالم الحيوان البريطاني «ألفريد نيوتن» له جنسًا خاصًا به في عام 1875، والذي أسماه لوفوسيتاكوس. "لوفوس" هي الكلمة اليونانية القديمة للزائدة الشعرية، وتشير هنا إلى الزائدة الشعرية الأمامية للطائر، وسيتاكوس تعني ببغاء. عثر "ثيودور سوزيه" على مزيد من الحفريات لاحقًا، وقد وصفها عالما الطيور البريطانيان «ادوارد نيوتن» «وهانز جادو» في عام 1893. واشتملت هذه الحفريات على عناصر غير معروفة من قبلُ مثل عظم القص (العظم الصدري)، عظم فخذ، مشط القدم، وفك سفلي أكبر من الذي وُصفَ في البداية.

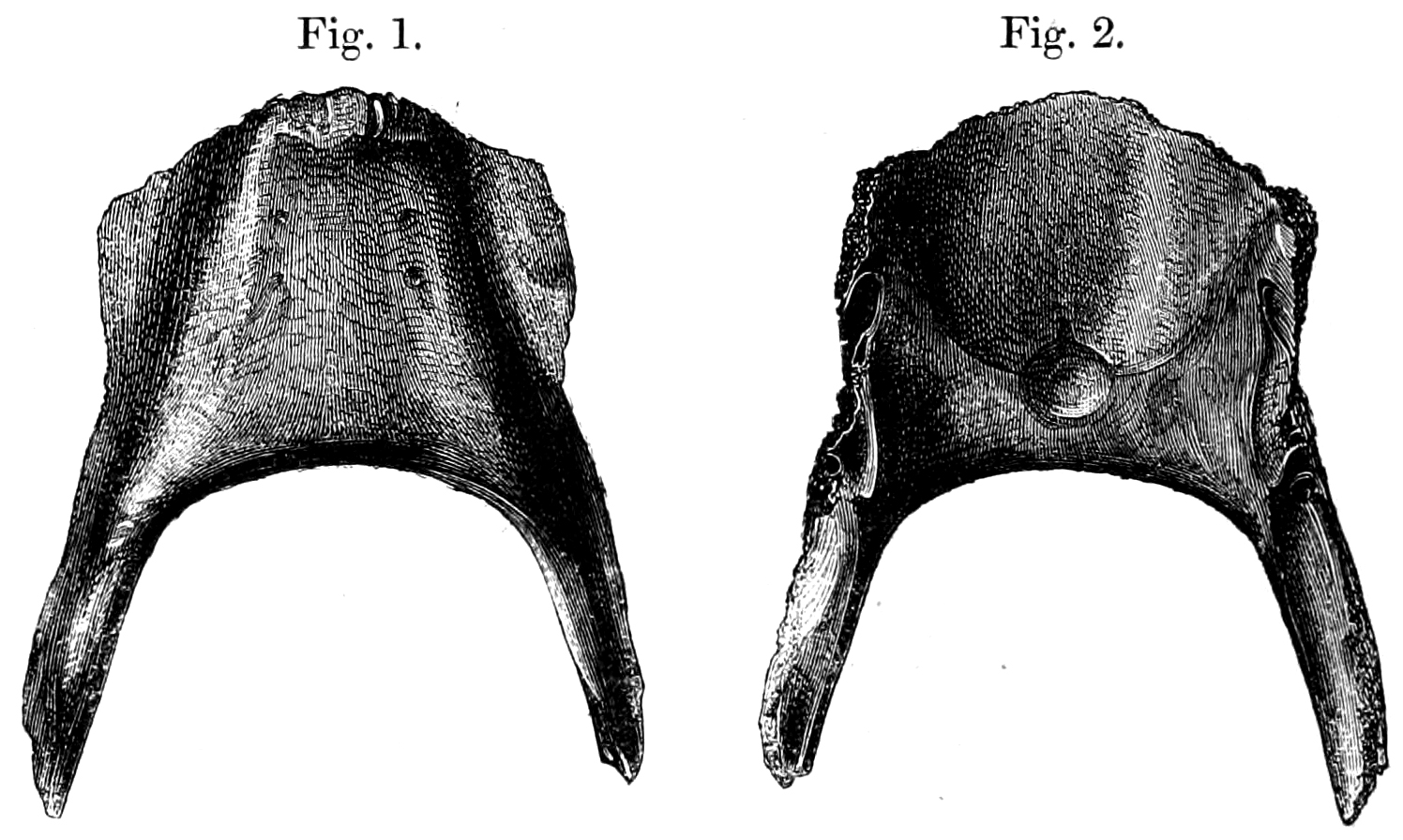
طباعة حجرية من المفقود الآن المتحجرات الأولية نموذج نوعي الفك السفلي، 1866

أشار عالم الطيور الأمريكي جيمس غرينواي عام 1967 أن التقارير عن الببغاوات الرمادية الموريشية تشير إلى الببغاء عريض المنقار. وضع عالِمُ الطُّيورِ البريطاني «دَانِيَل تِي. هُولْيُوَاك» نظرية عام 1973، بناءً على البقايا التي جمعها عالم الطبيعة الهاوي الفرنسي «لُوِي إِتْيِين ثِيرِيُوْ» في أوائل القرن العشرين، وَضَعَ الباحث ببغاء موريشي صغير أحفوري في نفس الجنس مع ببغاء عريض المنقار وأطلق عليه اسم «لوفوبستاكس بينسوني». أعاد عالم الحفريات البريطاني «جوليان هيوم» عام 2007، بناءً على مقارنة الحفريات الأحفورية وارتباطًا مع الأوصاف القديمة للببغاوات الرمادية الصغيرة، تصنيفها كنوع ضمن جنس درة وأطلق عليها اسم ببغاء ثيريو الرمادي. كما أعاد «هُيُوم» تصنيف جمجمة وجدها «ثيريو» والتي تم تعيينها في الأصل إلى ببغاء رودريغز (Necropsittacus rodricanus) على أنها تنتمي بدلاً من ذلك إلى ببغاء عريض المنقار، مما جعلها ثاني جمجمة معروفة لهذا النوع فقط.

### التطور
تُركت العلاقات التصنيفية للببغاء عريض المنقار غير محددة. اعتقد «نِيوتُن» و«جَادُو» في عام 1893 أنه كان مرتبطًا ارتباطًا وثيقًا ببغاء رودريغز استنادًا إلى حجم فكيه الكبيرين وسمات علم العظام الأخرى، لكنهما لم يستطيعا تحديد ما إذا كانا ينتميان إلى الجنس نفسه أم لا، نظرًا لأن الزائدة الشعرية كانت معروفة فقط من الأخير. ومع ذلك، وجد عالم الطيور البريطاني «جرايام إس. كاولز» في عام 1987 أن جماجمهما مختلفة ولذلك استبعد أن يكونا قريبين.
ينحدر السواد الأعظم من الطيور المستوطنة في جزر الماسكارين، بما في ذلك الدودو، من أسلافٍ جنوب آسيويَّة، واقترح عالم البيئة البريطاني «أنثوني إس. شيك» و«هيوم» أن هذا الأمر قد ينطبق على جميع الببغاوات هناك أيضًا. كانت مستويات سطح البحر أقل خلال البلايستوسين، لذلك كان من الممكن لبعض الأنواع الاستيطان في بعض الجزر الأقل عزلة في ذلك الوقت. تشير البقايا الحفرية إلى أن معظم أنواع الببغاوات المنقرضة في جزر الماسكارين تشاركت في ملامح مثل زيادة حجم الرأس والفك، وانخفاض عظام الصدر، وعظام الساق القوية. واقترح «هيوم» أن لها أصلًا مشتركًا في التشعب التطوري لـقبيلة بستاكوليني، بناءً على الشكل والملامح والحقيقة أن الببغاوات من تلك المجموعة قد نجحت في الاستيطان في العديد من الجزر المنعزلة في المحيط الهندي. ربما غزا «سيتاكولينا» المنطقة مرات عديدة، إذ إن العديد من الأنواع كانت متخصصة، تطورت على الجزر الساخنة قبل أن تظهر جزر الماسكارين من البحر.

## الوصف

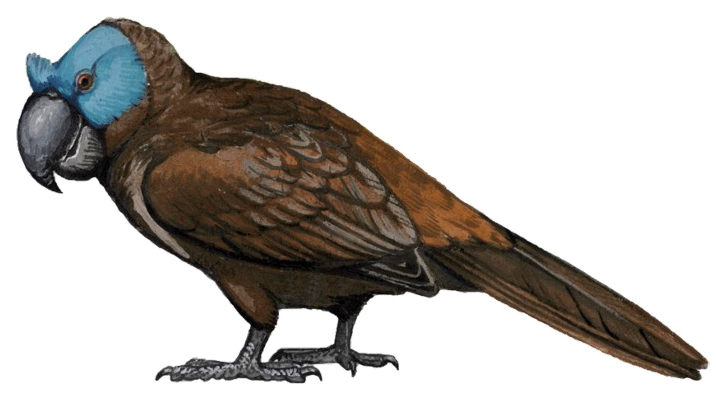
رسم لجوليان هيوم مع تلوين مستند على الشهادات المعاصرة.

للببغاء عريض المنقار رأس وفك كبيران نسبيًا، وجمجمته مسطحة من الأعلى إلى الأسفل على خلاف الببغاوات الأخرى في جزر الماسكارين. تشير التعاريج على الجمجمة أن زائدته الشعرية الأمامية البارزة كانت مثبتة بإحكام، وأنه يعجز عن رفعها أو خفضها على خلاف الببغاوات البيضاء. يدل عرض الحافة الخلفية للتوافق الفكي (حيث اتصل النصفان السفليان للفك) على أن الفكوك كانت واسعة نسبيًا. فحص «هيوم» في عام 2003 رسم «جيلدرلاند» من 1601، وقارن التشطيب بالحبر مع الرسم الرصاصي الأساسي وكشف عن بعض التفاصيل الإضافية. يصور الرسم الرصاصي الزائدة الشعرية أنها قطعة من الريش المدبب المتصلة بمؤخرة الرأس عند قاعدة المنقار، ويُظهر أجنحة مدورة مع ريش تغطية أولي طويل، وريش ثانوي كبير، وذيل متشعب قليلاً، مع ريشتين في الوسط أطول من سائر الريش الأخرى. تشير قياسات بعض العظام الأولى المعروفة إلى أن الفك السفلي كان بطول 65–78 مليمتر (2.6–3.1 بوصة)، وعرض 65 مـم (2.6 بوصة)، وكان طول الفخذ 58–63 مـم (2.3–2.5 بوصة)، وطول الساق 88–99 مـم (3.5–3.9 بوصة)، والقدم الخلفية 35 مـم (1.4 بوصة). كانت العظام الصدرية نسبيًا أقل حجمًا.
تظهر الحفريات أن الذكور كانت أكبر حجمًا، بقياس 55–65 سنتيمتر (22–26 بوصة) مقابل 45–55 سـم (18–22 بوصة) للإناث. كان التباين الجنسي في الحجم بين الذكور والإناث أكبر بين الببغاوات. على الرغم من أن الاختلافات في عظام باقي الجسم والأطراف كانت أقل وضوحًا، إلا أنه كان أكبر تباين جنسي في الحجم الإجمالي من أي ببغاء حي. ويمكن أن تكون الاختلافات في الحجم بين الطائرين في رسم 1601 بسبب هذه الخاصية. كانت رواية سائح هولندي بعنوان «ريير كورنيليس» في عام 1602 هي الاقتباس المعاصر الوحيد المتعلق بالاختلافات في الحجم بين ببغاوات المنقار العريض، مُدرِجة "غربان كبيرة وصغيرة هندية من بين حيوانات الجزيرة. نُشِرَ تفريغ كامل للنص الأصلي أول مرة في عام 2003، وأظهر أن علامة الفاصلة وُضعت خطأً في الترجمة الإنجليزية؛ حيث كانت "كبيرة وصغيرة" بدلاً من ذلك تشير إلى "دجاج البرية"، والتي ربما تكون النائل الأحمر والنائل الأصغر منه.

### اللون المحتمل

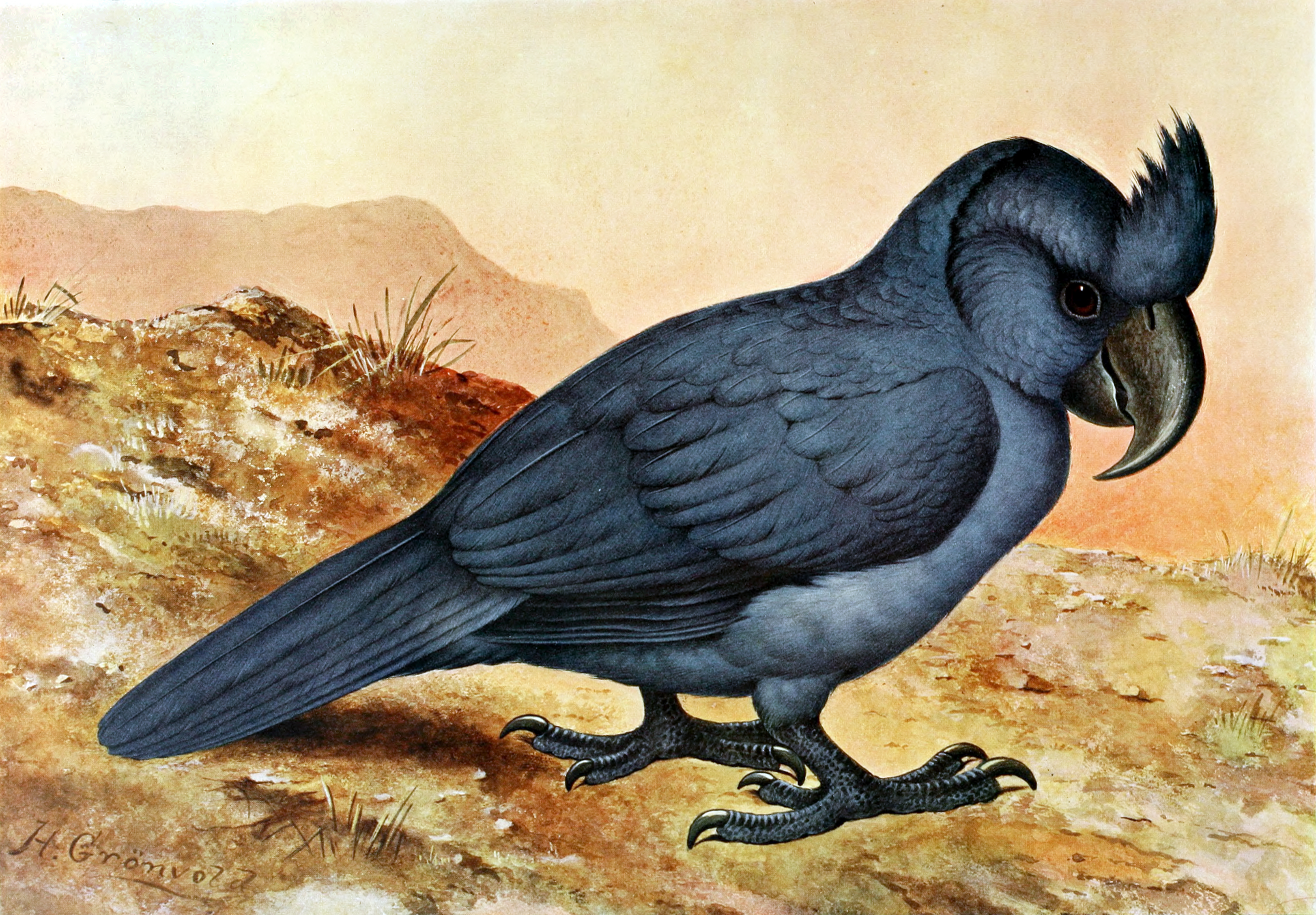
إعادة تصوير في عام 1907 لهنريك غرونفولد (بناءً على رسم مجلة «جيلدرلاند»)، يظهر الطائر بشكل غير دقيق على أنه أزرق بالكامل؛ من المحتمل أن يكون للجسم لون مختلف في الواقع

يوجد لبسٌ حول لون الببغاء عريض المنقار. احتوى تقرير رحلة «فان نيك» في عام 1598، والذي نُشر عام 1601، على أول رسم للطائر، مع شرح يذكر أن الطائر كان له "لونان أو ثلاثة". آخر وصف للطائر، والذكر الوحيد للألوان المحددة، كان من قبل الواعظ الألماني «يوهان كريستيان هوفمان» في 1673–75:
ادّعى بعض المؤلفين، مثل عالم الطبيعة البريطاني ليونيل وولتر دي روتشيلد، أن مجلة «جيلدرلاند» وصفت الطائر باللون الرمادي الأزرق، وأعيد رسمه، في كتاب "الطيور المنقرضة" لمؤلفه "روثسشايلد"، على هذه الهيئة، مع أن النص ذكر تعدد الألوان. فحص «هيوم» للمجلة سنة 2003 عن وجود وصف لطائر الدودو فقط. واقترح بأن الصفيحة المرسومة على الوجه، أُرِيد بها تميزُ لونٍ منفصلاً. اقترح «هيوم» عام 1987 أنه بالإضافة إلى التباين في الحجم، قد يكون للجنسين ألوان مختلفة، مما قد يفسّر بعض التناقضات في الوصوف القديمة. كان الرأس أزرق من غير شك، اقترح «هيوم» وفي عام 2007 أن المنقار ربما كان أحمر، والريش الآخر رمادي أو أسود، وهو ما يحدث أيضًا في أعضاء آخرين من قبيلة سيتاكيوليني.
نُشِرَت في عام 2015 ترجمةٌ لتقرير السبعينات من القرن السابع عشر للجندي الهولندي «يُوهَانِس بْرِيتُورْيُوس» عن إقامته في موريشيوس (من 1666 إلى 1669)، وفيها وصف الطائر بأنه "ملون تلويناً جميلاً جدًا". وفقًا لذلك، أعاد «هِيوْم» تفسير ما ذكره «هُوفْمَان» مقترحاً أن الطائر ربما كان ملونًا بألوان زاهية مع جسم أحمر وأزرق ومنقار أحمر؛ وتمت إعادة تصوير الطائر على هذا النحو في الورقة. وقد تكون الريش اللامعة أو المتغيرة اللون تبعًا لزاوية الضوء أيضًا قد أعطت انطباعًا بأن له مزيداً من الألوان. وافق عالم الطيور الأسترالي «جوزيف إم. فورشو» في عام 2017 على أن المنقار كان أحمراً (على الأقل في الذكور)، لكنه فسر حساب «هوفمان» على أنه يشير إلى لون بني أحمر أكثر اعتدالاً عموماً، مع رأس شاحب أزرق-رمادي، شبيه بببغاء ماسكارين.

## السلوك والبيئة

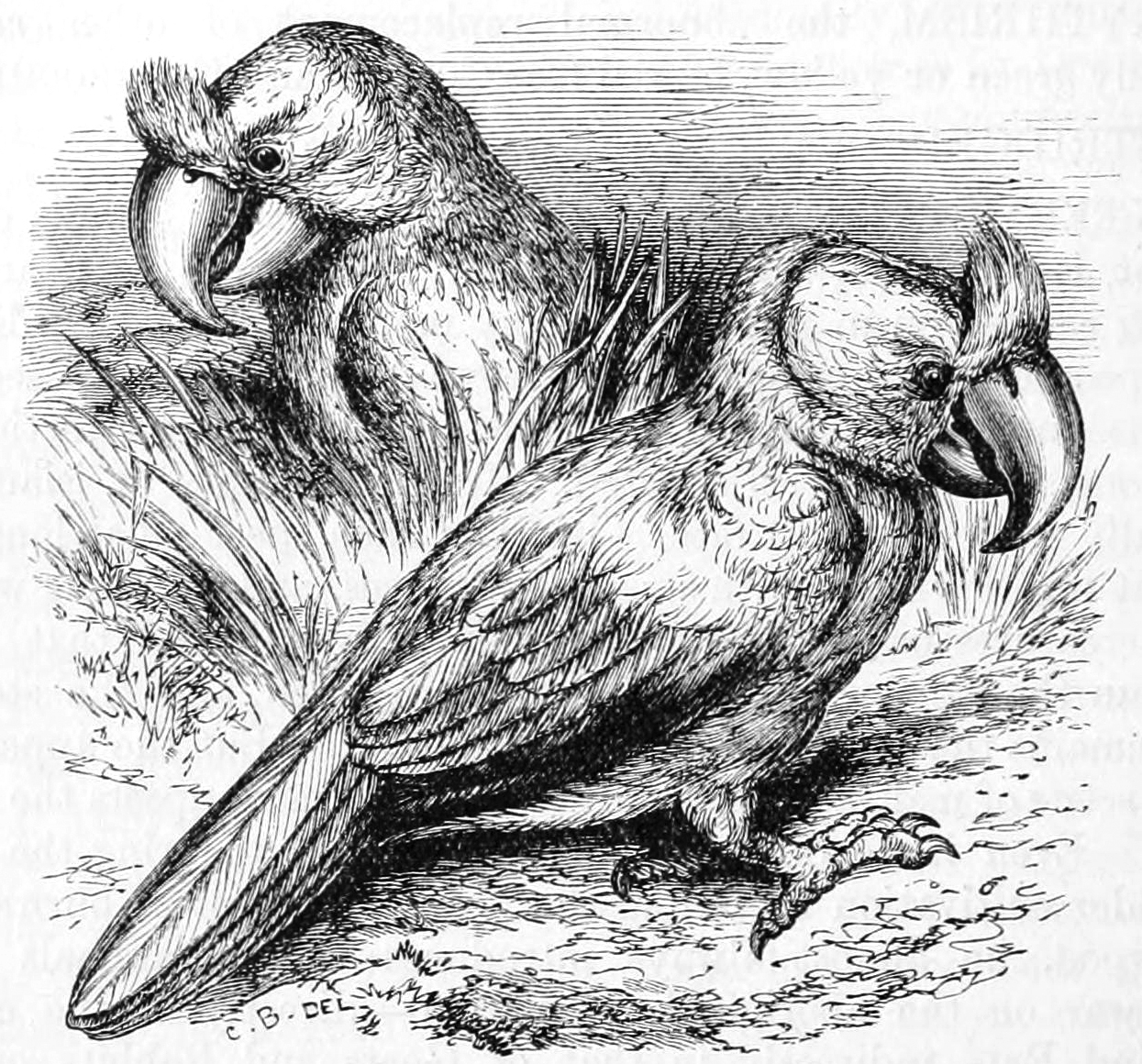
رسم بناءً على تتبع مخطط جيلدرلاند، 1896

احتفظ «بريتورس» بالعديد من الطيور الموريشية المنقرضة الآن في الأسر، ووصف سلوك الببغاء عريض المنقار كما يلي:
اعتمد الببغاء عريض المنقار على الأشياء الموجودة على سطح الأرض للحصول على طعامه، على الرغم من كونه طائرًا ضعيف الطيران، إلا أن (عظم الساق السفلى) لديه، المعروف باسم "تارسوميتاتارسوس"، كان قصيرًا وقويًا، مما يشير إلى بعض الخصائص الشجرية (العيش في الأشجار). استنتج الأخوان نيوتن والعديد من المؤلفين بعدهم أنه كان عاجزًا عن الطيران، نظرًا للأجنحة القصيرة الظاهرة والحجم الكبير الموضح في مخطط جيلدرلاند لعام 1601. وفقًا «لهوم»، يُظهر المخطط بالقلم الرصاص الأساسي أن الأجنحة ليست قصيرة بشكل خاص. تبدو واسعة، كما هي في الأنواع المتكيفة مع الغابات، ويظهر أن الألولا كبير، وهي ميزة للطيور بطيئة الطيران. كان الكيل الصدري له منخفضًا، ولكن ليس بما يكفي لمنعه من الطيران، إذ إن ببغاوات سينورمفص الطائرة الماهرة لديها أيضًا كيلات منخفضة، وحتى الكاكابو العاجز عن الطيران، مع كيل أثري، قادراً على الانزلاق. علاوة على ذلك، يشير حساب «هوفمان» أنه يمكنه الطيران، ولكن بصعوبة، ويظهر أول رسم منشور للطائر على قمة شجرة، وهو موقف غير محتمل لطائر عاجز عن الطيران. قد يكون الببغاء عريض المنقار شبه عاجز عن الطيران سلوكيًا، مثل كاكا جزيرة نورفولك المنقرض الآن.

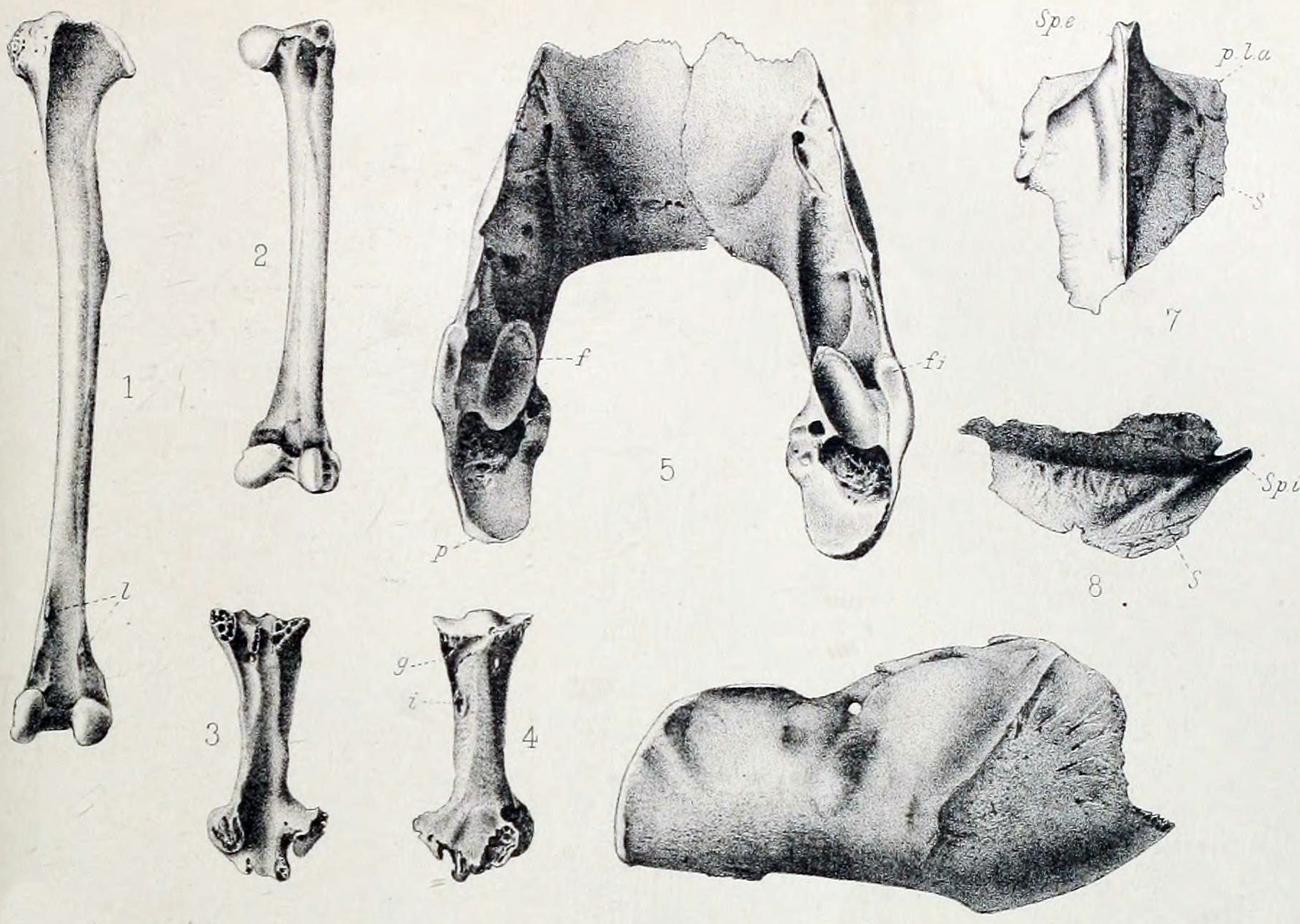
عظام ساق أحفورية، فك، عظم القص، 1893

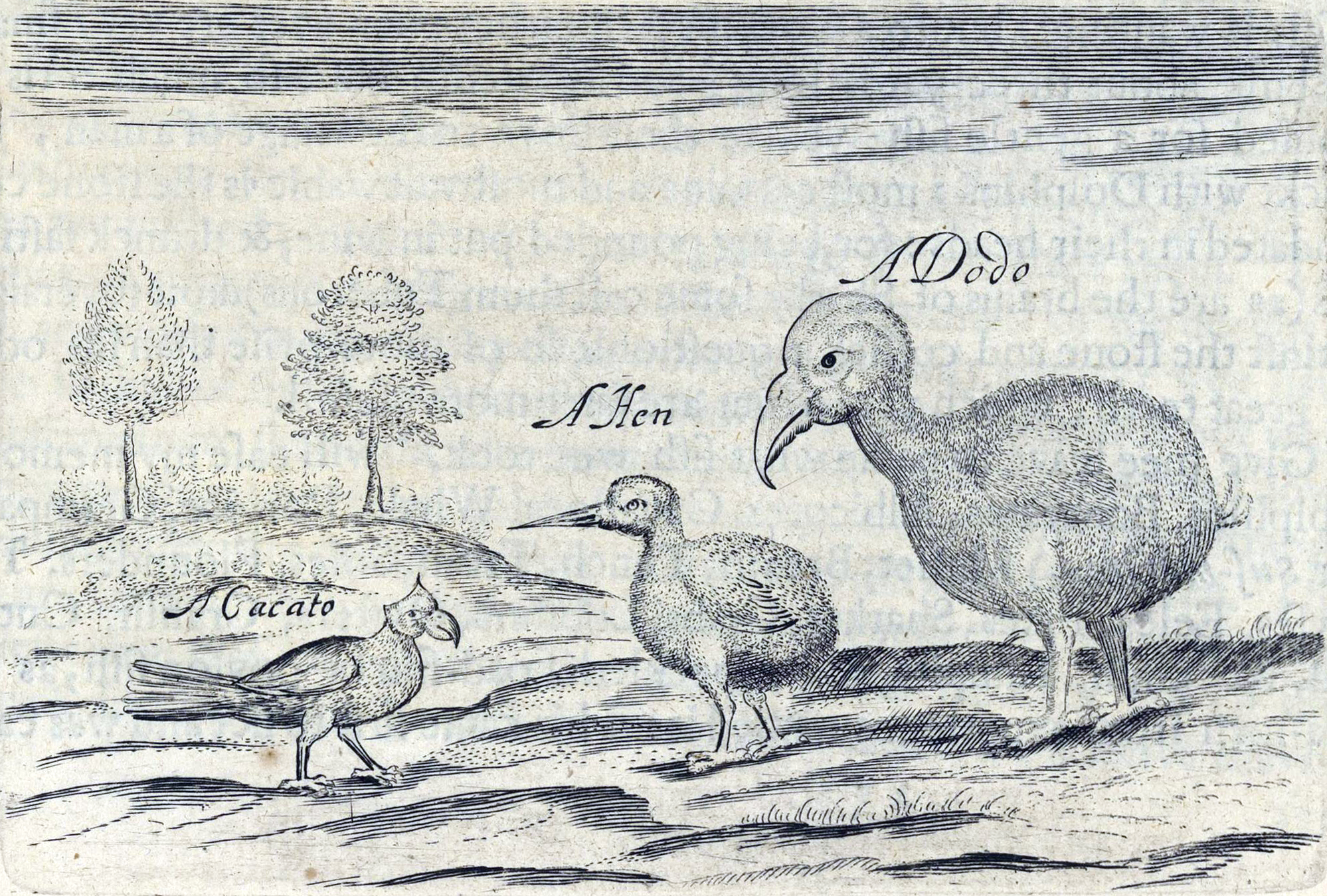
رسم لتوماس هربرت عام 1634 يظهر ببغاء عريض المنقار ("كاكاتو")، تفلق أحمر، والدودو

يمكن أن يؤثر ثنائي الشكل الجنسي في حجم المنقار على سلوك الببغاء، وهذا الاختلاف شائع في أنواع أخرى من الببغاوات، على سبيل المثال في ببغاء النخيل وكاكة نيوزيلندا. في الأنواع التي يحدث فيها، تفضل الأجناس الطعام بأحجام مختلفة، يستخدم الذكور مناقيرهم في رقصات الزواج، أو يكون للأجناس أدوار متخصصة في التعشيش والتربية. وبالمثل فقد يكون الفرق الكبير بين حجم رأس الذكور والإناث قد انعكس على بيئة كل جنس، مع أن تحديد كيفية ذلك مستحيل عمليًا.
اقترح عالم الطيور الياباني «ماسوجي هاشيسوكا» في عام 1953 أن الببغاء عريض المنقار كان ليليً النشاط مثل الكاكابو وببغاء الليل، وهما ببغاوان أرضيان باقيان. لا تؤكد الحسابات المعاصرة هذا، والمدارات بحجم مشابه للموجودة في الببغاوات النهارية الكبيرة الأخرى. سُجِلَ الببغاء عريض المنقار على الجانب الجاف «ضد الريح» من موريشيوس، وهو الأكثر وصولاً للبشر، ولوحظ أن الطيور كانت أكثر وفرة بالقرب من الساحل، مما قد يشير إلى أن الحيوانات في هذه المناطق كانت أكثر تنوعًا. قد يكون عشه في تجاويف الأشجار أو الصخور، مثل أمازون كوبي. قد تكون المصطلحات غراب أو كرو قد اقترحت بسبب نداء الطائر القاسي، أو سماته السلوكية، أو ريشه الداكن. يذكر الوصف التالي للمحاسب الهولندي «جاكوب جرانييت» عام 1666 بعضًا من شركاء الببغاء عريض المنقار في السكن في الغابات، وقد يشير إلى سلوكه:
كانت موريشيوس مغطاة بالكامل بالغابات قبل وصول البشر، وقد أُزيلت جميعها تقريبًا وتضرر النظام البيئي في الجزيرة تضررًا كبيرًا بعد الاستعمار البشري للجزيرة وصار من الصعب إعادة بنائه. وفُقِدَت أنواع متوطنة عديدة في الجزيرة بعد الاستعمار البشري، ولا تزال الحيوانات المتوطنة الباقية مهددة بشدة. عاش الببغاء عريض المنقار جنبًا إلى جنب مع طيور موريشيوس الأخرى التي انقرضت مؤخرًا مثل الدودو والتفلق الأحمر وببغاء موريشيوس الرمادي وحمام موريشيوس الأزرق وبومة موريشيوس وغرة ماسكارينية وبط موريشيوس ووبلشون الليل الموريشي. تشمل الزواحف الموريشية المنقرضة سلحفاة موريشيوس العملاقة سرجية الظهر وسلحفاة موريشيوس العملاقة ذات القبة وسحلية موريشيوس العملاقة وثعبان جزيرة راوند يحفر الأرض. عاش ثعلب طائر موريشيوسي صغير والرخوي تروبيدوفورا كاريناتا في موريشيوس وريونيون ولكنهما انقرضا في كلتا الجزيرتين. انقرضت أيضًا بعض النباتات، مثل كاساريا تينيفوليا ونخيل الأوركيد.

## نظام الغذاء

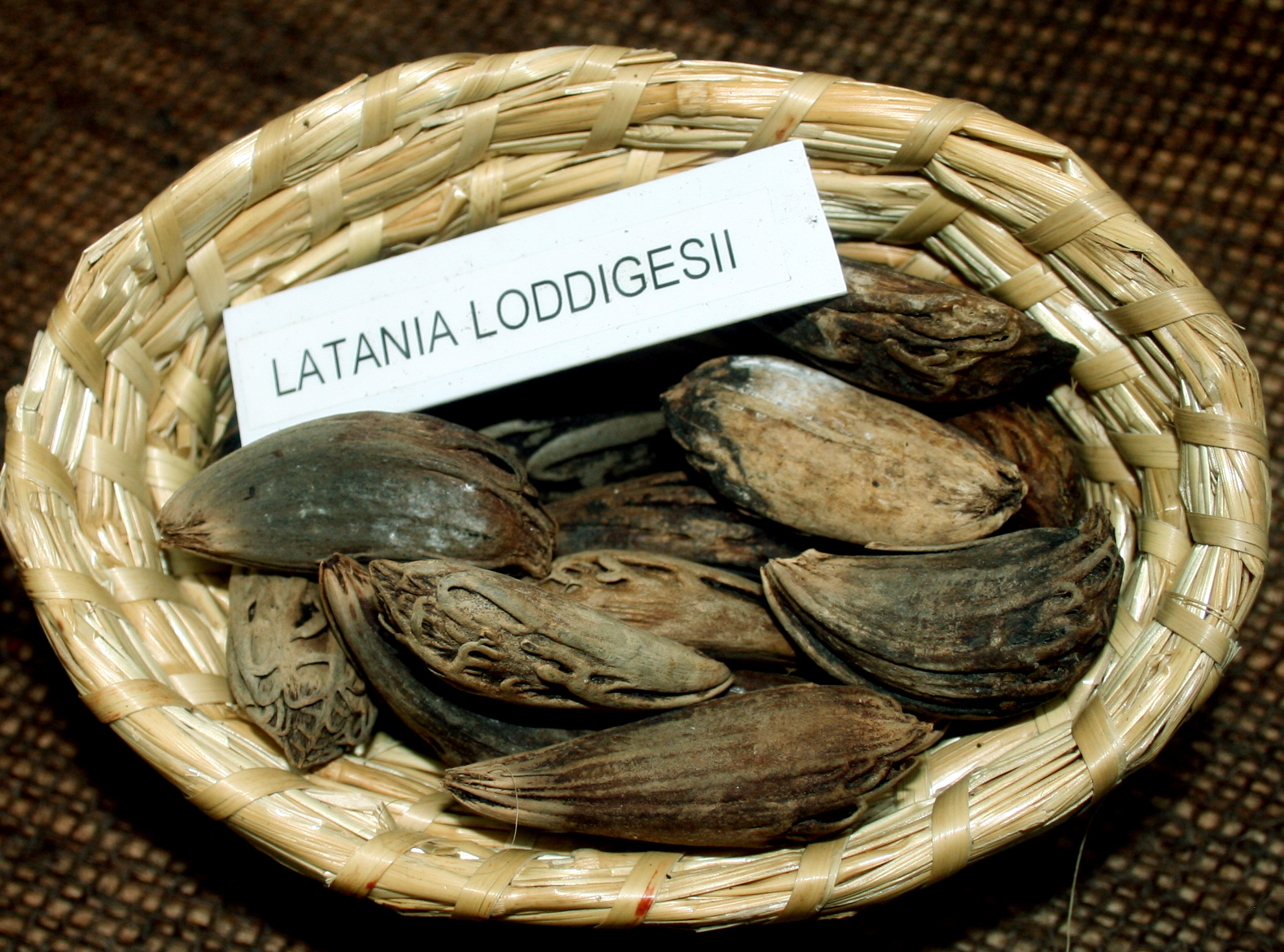
بذور لتانية زرقاء، ربما كانت جزءًا من نظام هذا الببغاء

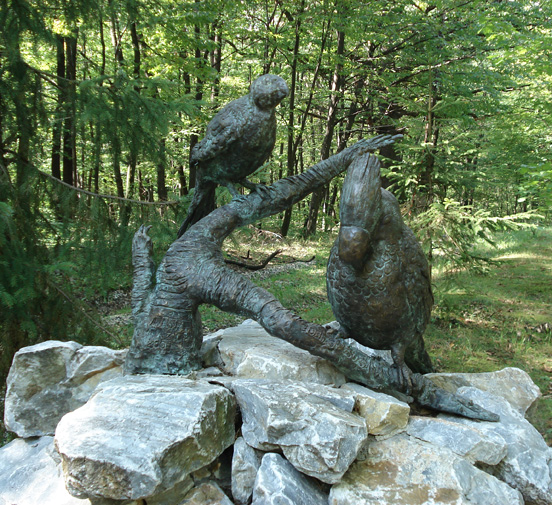
تماثيل في المجر لـ درة نيوتن والببغاء عريض المنقار

تُوجَد أنواع مشابهة شكلاً للببغاء عريض المنقار، مثل المقو البنفسجي وكوكاتو النخيل، قد توفر معلومات حول بيئته الطبيعية. تأكل أنواع جنس أدرد المنقار من طيور المقو، والتي تعيش عادةً على الأرض، بذور النخيل الصلبة للغاية. تنتج العديد من أنواع النخيل والنباتات الشبيهة بالنخيل في موريشيوس بذورًا صلبة قد يكون الببغاء عريض المنقار قد أكلها، بما في ذلك لتانية زرقاء، ونبخ بلطة، ووَرَف كبير الزهر، وخرمال، وكاذي نافع. كان الببغاء عريض المنقار وطيور الماسكارين المنقرضة الأخرى، مثل طائر الدودو وطائر الوحدة من رودريجيز، قادرين فقط على الوصول إلى البذور على ارتفاعات منخفضة، وكانوا بالتالي على الأرجح مشتتي بذور مهمين، قادرين على تدمير أكبر البذور بين نباتات الماسكارين.
ادعى «هوليواك» أن الفك السفلي للببغاء ذي المنقار العريض كان ضعيف البنية حسب نتائج الفحص بالأشعة السينية، لذلك اقترح أن الببغاء كان يتغذى على الثمار الناعمة بدلاً من البذور الصلبة، أشار إلى أن المتراقدات الداخلية كانت متباعدة إلى حد كبير دليلاً على ذلك، وأن المنقار العلوي كان عريضًا بينما الحنك كان ضيقًا، وحقيقة أنه لم يُعثَر على أي منقار علوي محفوظ، والذي أرجعه إلى رقته. ومع ذلك، أشار عالم الطيور البريطاني «جورج أ. سميث» إلى أن الأجناس الأربعة التي استخدمها «هوليواك» كأمثلة على ببغاوات "ذات فكوك قوية" بناءً على الأشعة السينية، سيانورامفوس، وبدجريقة، وببغاوات الأعشاب، وريدرم، لها في الواقع فكوك ضعيفة في الحياة، وأن الصفات الشكلية التي أشار إليها «هوليواك» لا تشير إلى القوة. قارن هيوم في عام 2007م شكل الفك السفلي للببغاء عريض المنقار مع شكل فك أكبر ببغاء حي (نسر الياقوت)، والذي يكسر بسهولة بذور النخيل. من المرجح أن الببغاء عريض المنقار تغذى بالطريقة نفسها.
اقترح عالم الطيور البرازيلي «كارلوس يامشيتا» عام 1997 أن طيور المقو اعتمدت في السابق على حيوانات ضخمة انقرضت الآن في أمريكا الجنوبية لأكل الثمار وتفريغ البذور، وأنها اعتمدت لاحقًا على الماشية المروّضة لتحقيق ذلك. وبالمثل، في أستراليا وأوقيانوسيا يتغذى طائر الكاكاتوا النخيلي على البذور غير المهضومة من براز النعامة المروّشة. اقترح «يامشيتا» أيضًا أن السلاحف الضخمة سيلندرابيات وطائر الدودو أديا الوظيفة نفسها في موريشيوس، وأن الببغاء عريض المنقار، بمنقاره الشبيه بمنقار المقو، اعتمد عليهما للحصول على البذور المنظفة.

## الانقراض
رصدت السفن العربية في العصور الوسطى، والسفن البرتغالية بين عامي 1507م و1513م موريشيوس، إلا أن الجزيرة لم تُستوطن أو تُسكن. استحوذت الإمبراطورية الهولندية على الجزيرة عام 1598م، وأعادت تسميتها باسم رئيس هولندا موريس فان ناساو، واستُخدمت منذ ذلك الحين لتوفير القوارب التجارية لشركة الهند الشرقية الهولندية. بالنسبة للملاحين الهولنديين الذين زاروا موريشيوس من 1598 فصاعدًا، كانت الحيوانات المحلية مثيرة للاهتمام بالدرجة الأولى من منظور الطبخ. من بين ثماني أنواع تقريبًا من ببغاوات الماسكارين المتوطنة، نجا فقط درة الصدى في موريشيوس. ومن المرجح أن سائر الأنواع انقرضت كلها نتيجة الصيد الجائر والإزالة المفرطة للغابات.
ذكر «هيوم» عام 2007 أن الببغاء عريض المنقار كان فريسة سهلة للبحارة الذين زاروا موريشيوس، وكانت أعشاشه عرضة لافتراس القرد المخادع والفئران الدخيلة نظرًا لقدرته الضعيفة على الطيران وحجمه الكبير وتميّزه بالود النسبي تجاه البشر بسبب عدم وجود تهديدات طبيعية كثيرة على الجزيرة. وتشير مصادر مختلفة إلى أن الطائر كان عنيفًا، وقد يفسر ذلك سبب بقائه طويلاً ضد الحيوانات الدخيلة في النهاية. ويعتقد أن الطائر انقرض بحلول عام 1680، عندما أُزيل النخيل الذي قد كان يعتمد عليه في غذائه. على عكس أنواع الببغاوات الأخرى التي غالبًا ما كان البحارة ينقلونها معهم بصفة ببغاوات مرافقة. لا توجد سجلات عن نقل الببغاوات ذات المنقار العريض من موريشيوس، سواء حية أو ميتة، ربما بسبب الوصمة الاجتماعية المرتبطة بالغربان. بالإضافة إلى ذلك، لم تكن هذه الطيور لتنجو في أي حال من الأحوال في هذه الرحلة إذا رفضت تناول أي شيء سوى البذور. أشار «شيك» عام 2013 أنه لم يُبلّغ عن أي صيد لهذا النوع وكانت إزالة الغابات ضئيلة في ذلك الوقت، كما اقترح أن الطيور العجوزة ستبقى على قيد الحياة فترة طويلة بعد أن يصبح التكاثر ممكنًا.

### فهرس الإحالات
منشورات
1. ↑  Cheke (2008), p. 23-25, 172.
2. ↑  Winters (2020), p. 49–54.
3. 1 2 3  Cheke (2008), p. 23-25.
4. 1 2 3 4 5 6 7 8 9 10 11 12 13 14 15 16 17 18 19 20  Hume (2007), p. 4-17.
5. ↑  Hume (2012), p. 180-181.
6. ↑  Owen (1866), p. 168–171.
7. ↑  Owen (1867), p. 49–86.
8. ↑  Jobling (2010), p. 230.
9. 1 2 3  Newton (1893), p. 281–302.
10. ↑  Greenway (1967), p. 126.
11. ↑  Holyoak (1973a), p. 417–419.
12. ↑  Cowles (1987), p. 90-100.
13. 1 2  Cheke (2008), p. 71.
14. 1 2 3  Hume (2003), p. 13-27.
15. ↑  Hume (2007), p. 1–51.
16. ↑  Cheke (2013), p. 1-3.
17. 1 2  Fuller (2001), p. 230–231.
18. 1 2  Cheke (2008), p. 172.
19. 1 2 3 4 5  Hume (2015), p. 812-822.
20. ↑  Rothschild (1907), p. 49.
21. ↑  Cheke (1987a), p. 5-89.
22. ↑  Forshaw (2017), p. 154.
23. ↑  Forshaw2006, plate 23.
24. ↑  Cheke (1987), p. 29–36.
25. ↑  Temple (1974), p. 584-590.
26. ↑  Cheke (2008), p. 371-373.
27. ↑  Carpenter (2020), p. 1802–1813.
28. ↑  Holyoak (1973b), p. 157–176.
29. ↑  Smith (1975), p. 17–18.
30. ↑  Prys-Jones (2005), p. 85–95.
31. 1 2  Cheke (2008), p. 38.
32. ↑  Fuller2002, p. 16-26.
33. ↑  Schaper (2003), p. 93.
34. ↑  Cheke (2013a), p. 4–19.

وب
1. ↑  "Broad-billed Parrot (Lophopsittacus mauritianus)". The IUCN Red List of Threatened Species (بالإنجليزية). 2016. Archived from the original on 2024-06-04. Retrieved 2024-07-08.

### معلومات المنشورات كاملة
المقالات المحكمة
- Richard Owen (1866). "Evidence of a Species, perhaps extinct, of large Parrot (Psittacus mauritianus, Owen), contemporary with the Dodo, in the Island of Mauritius". Ibis (بالإنجليزية). 8 (2): 168–171. DOI:10.1111/J.1474-919X.1866.TB06084.X. ISSN:1474-919X. OCLC:4631413891. QID:Q56785745.
- Richard Owen (1867). "On the osteology of the dodo (Didus ineptus Linń.)". Transactions of the Zoological Society of London (بالإنجليزية). 6: 49–86. ISSN:0084-5620. OCLC:38680107. QID:Q127334563.
- Alfred Newton; Edward Newton; Philip Sclater (1 Jan 1869). "On the Osteology of the Solitaire or Didine Bird of the Island of Rodriguez, Pezophaps solitaria (Gmel)". Philosophical Transactions (بالإنجليزية). 159: 327–362. DOI:10.1098/RSTL.1869.0011. ISSN:0261-0523. OCLC:8582202843. QID:Q56267929.
- Edward Newton; Hans Gadow; Jeffrey F. Bell (1893). "On additional Bones of the Dodo and other Extinct Birds of Mauritius obtained by Mr. Theodore Sauzier". Transactions of the Zoological Society of London (بالإنجليزية). 13 (7): 281–302. DOI:10.1111/J.1469-7998.1893.TB00001.X. ISSN:0084-5620. OCLC:46404526. QID:Q30047425.
- D. T. Holyoak (1973). "An undescribed extinct parrot from Mauritius". Ibis (بالإنجليزية). 115 (3): 417–419. DOI:10.1111/J.1474-919X.1973.TB01980.X. ISSN:1474-919X. OCLC:5156969545. QID:Q56001219.
- D. T. Holyoak (1973). "Comments on Taxonomy and Relationships in the Parrot Subfamilies Nestorinae, Loriinae and Platycercinae". Emu (بالإنجليزية). 73 (4): 157–176. Bibcode:1973EmuAO..73..157H. DOI:10.1071/MU973157. ISSN:0158-4197. OCLC:4647524465. QID:Q56776530.
- Stanley A. Temple (1974). "Wildlife in Mauritius today". Oryx (بالإنجليزية). 12 (05): 584–590. DOI:10.1017/S0030605300012643. ISSN:0030-6053. OCLC:4670238986. QID:Q54117595.
- G. A. Smith (1975). "Systematics of parrots". Ibis (بالإنجليزية). 117 (1): 18–68. DOI:10.1111/J.1474-919X.1975.TB04187.X. ISSN:1474-919X. OCLC:5156974219. QID:Q56785756.
- Anthony Cheke (1987). "The legacy of the dodo—conservation in Mauritius". Oryx (بالإنجليزية). 21 (01): 29–36. DOI:10.1017/S0030605300020457. ISSN:0030-6053. OCLC:8272581705. QID:Q29042354.
- Anthony Cheke (1987). "An ecological history of the Mascarene Islands, with particular reference to extinctions and introductions of land vertebrates". Studies of Mascarene Island birds (بالإنجليزية): 5–89. DOI:10.1017/CBO9780511735769.003. ISBN:978-0-511-73576-9. OCLC:7334233340. QID:Q29013340.
- G. S. Cowles (1987). "The fossil record". Studies of Mascarene Island birds (بالإنجليزية): 90–100. DOI:10.1017/CBO9780511735769.004. ISBN:978-0-511-73576-9. OCLC:7334013167. QID:Q29030501.
- Julian Pender Hume (2003). "The journal of the flagship Gelderland – dodo and other birds on Mauritius 1601". Archives of Natural History (بالإنجليزية). 30 (1): 13–27. DOI:10.3366/ANH.2003.30.1.13. ISSN:0260-9541. OCLC:539349361. QID:Q29542020.
- Michael Schaper; Marc Goupille (2003). "Fostering Enterprise Development in the Indian Ocean: The Case of Mauritius". Small Enterprise Research: The Journal of SEAANZ (بالإنجليزية). 11 (2): 93–98. DOI:10.5172/SER.11.2.93. ISSN:1321-5906. OCLC:4934636369. S2CID:128421372. QID:Q54117356.
- J.P. Hume; R.P. Prys-Jones (2005). "New discoveries from old sources, with reference to the original bird and mammal fauna of the Mascarene Islands, Indian Ocean" (PDF). Zoologische Mededelingen (بالإنجليزية). 79–3: 85–95. ISSN:0024-0672. OCLC:1366900967. QID:Q104094051.
- Julian P. Hume (2007). "Reappraisal of the parrots (Aves: Psittacidae) from the Mascarene Islands, with comments on their ecology, morphology, and affinities". Zootaxa (بالإنجليزية). 1513 (1): 1–76. DOI:10.11646/ZOOTAXA.1513.1.1. ISSN:1175-5334. OCLC:174092956. QID:Q61772948.
- Anthony S. Cheke (2013). "A single comma in a manuscript alters Mauritius avian history" (PDF). Phelsuma (بالإنجليزية). 21: 1–3. ISSN:1026-5023. QID:Q127327523.
- Anthony S. Cheke (2013). "Extinct birds of the Mascarenes and Seychelles: a review of the causes of extinction in the light of an important new publication on extinct birds" (PDF). Phelsuma (بالإنجليزية). 21: 4–19. ISSN:1026-5023. QID:Q127344837.
- Julian P. Hume; Ria Winters (2015). "Captive birds on Dutch Mauritius: Bad-tempered parrots, warty pigeons and notes on other native animals". Historical Biology (بالإنجليزية). 28 (6): 812–822. DOI:10.1080/08912963.2015.1036750. ISSN:0891-2963. OCLC:5996657933. S2CID:84473440. QID:Q56001025.
- Ria Winters (2020). "The Dutch East India Company and the Transport of Live Exotic Animals in the Seventeenth and Eighteenth Centuries". Animal trade histories in the Indian Ocean world. Palgrave series in Indian Ocean world studies (بالإنجليزية): 27–63. DOI:10.1007/978-3-030-42595-1_2. ISBN:978-3-030-42595-1. S2CID:226613585. QID:Q127270930.
- Joanna K. Carpenter; Janet Wilmshurst; Kim R. McConkey; Julian P. Hume; Aaron B. Shiels; Olivia Burge; Donald R. Drake (2020). "The forgotten fauna: Native vertebrate seed predators on islands". Functional Ecology (بالإنجليزية). 34 (9): 1802–1813. Bibcode:2020FuEco..34.1802C. DOI:10.1111/1365-2435.13629. ISSN:0269-8463. OCLC:8659811264. S2CID:225292938. QID:Q111170933.

الكتب
- Walter Rothschild (1907), Extinct birds: an attempt to unite in one volume a short account of those birds which have become extinct in historical times : that is, within the last six or seven hundred years : to which are added a few which still exist, but are on the verge of extinction (بالإنجليزية), London: Hutchinson, OCLC:191907718, OL:13490984M, QID:Q127327590
- James Greenway (1967). Extinct and Vanishing Birds of the World (بالإنجليزية) (2nd ed.). Dover: Dover Publications. ISBN:978-0-486-21869-4. OCLC:650483550. OL:17202604M. QID:Q124221040.
- Errol Fuller (2001). Extinct birds (بالإنجليزية). Ithaca: Comstock Publishing Associates. ISBN:978-0-8014-3954-4. OCLC:46671147. QID:Q127333152.
- Errol Fuller (2002). Dodo: from extinction to icon (بالإنجليزية). London: William Collins, Sons. ISBN:978-0-00-714572-0. OCLC:50877321. QID:Q127374229.
- Joseph Forshaw (2006). Parrots of the world: an identification guide (بالإنجليزية). Illustrator: Frank Knight. Princeton: Princeton University Press. ISBN:978-0-691-09251-5. OCLC:57893782. QID:Q127373299.
- Anthony Cheke; Julian Pender Hume (2008). Lost land of the dodo: an ecological history of Mauritius, Réunion & Rodrigues (بالإنجليزية). New Haven: Yale University Press. ISBN:978-0-300-14186-3. LCCN:2008920613. OCLC:216936090. QID:Q127260604.
- James A. Jobling (2010). Helm Dictionary of Scientific Bird Names (بالإنجليزية) (1st ed.). London: Christopher Helm Publishers. ISBN:978-1-4081-2501-4. OCLC:499488207. OL:24557209M. QID:Q96675001.
- Julian P. Hume; Michael P. Walters (2012). Extinct birds (بالإنجليزية) (1st ed.). London: T. & A. D. Poyser. ISBN:978-1-4081-5725-1. OCLC:756281722. QID:Q127271149.
- Joseph Forshaw (2017). Vanished and vanishing parrots: profiling extinct and endangered species (بالإنجليزية). Illustrator: Frank Knight. Collingwood: CSIRO Publishing. ISBN:978-0-643-10649-9. OCLC:1007061081. QID:Q127276064.